# My memory
「My memory/最初から今まで」（マイ・メモリー/さいしょからいままで）は、2003年10月29日に発売された、やしきたかじん28枚目のシングル。

## 解説
前作から5年4ヶ月振りのシングル。韓流ブーム便乗によりRyuのカバー曲を歌うことになった。同年冬にはカップリング曲ともにベスト・アルバム「TAKAJIN THE BEST〜My memory〜」に収録。本作を最後にポリスターからのシングル発売は終了した。本作発売以降、2010年11月の『その時の空』発売までの7年間、シングルの発売は無かった。

## 逸話
毎日放送『たかじんONEMAN』で尾崎亜美と対談した際、たかじんは楽曲制作を依頼したが、結局候補が無かったためカバー曲に至った。
2007年6月、当時MBSアナウンサーの八木早希の結婚披露宴で5年振りに公の場で本作を披露した。

## 収録曲
- 全曲　日本語詞：及川眠子／編曲：住友紀人

1. My memory [04:32]
作曲：Park Jeong-Won
関西テレビ『たかじん胸いっぱい』エンディングテーマ
2. 最初から今まで [04:38]
作曲：Oh Seok-June / You Hae-Jun
3. My memory（オリジナル・カラオケ）
4. 最初から今まで（オリジナル・カラオケ）